# Шкаликов, Андрей Валентинович
Андре́й Валенти́нович Шка́ликов (родился 6 мая 1968) — советский и российский боксёр, мастер спорта СССР (1986), чемпион Европы (1997, 2000), СССР (1991), России (1992, 1996, 2000), СНГ и славянских стран (2002—2003) среди профессионалов в весе до 76,2 кг, спортивный телекомментатор, промоутер.

## Биография
Андрей Валентинович Шкаликов родился 6 мая 1968 года. Боксом начал заниматься в 15 лет в городе Копейске Челябинской области, проходил подготовку под руководством заслуженного тренера РСФСР Эдуарда Борисовича Булатова. 
В 18 лет выполнил норматив мастера спорта СССР. Принимал участие в чемпионате СССР, становился победителем международных турниров в Мексике, Норвегии, Чехословакии, Китае.
В мае 1990 года перешел в профессионалы. В ноябре 1991 года стал чемпионом СССР. В 1992 году завоевал звания чемпиона России и чемпиона Восточноевропейского бюро WBC. В 1997 году выиграл титул чемпиона Европы (EBU), победив техническим нокаутом итальянца Мауро Гальвано.
В 1998 году боксировал за титул чемпиона мира по версии WBA в весе до 76,2 кг, уступив по очкам американцу Фрэнки Лайлзу. В 2000 году вновь завоевал титул чемпиона Европы.
Закончил карьеру профессионального боксера в 2003 году в возрасте 35 лет.
До 2005 года сотрудничал со спортивным каналом 7ТВ. С начала 2006 по октябрь 2015 года работал экспертом на телеканале «Спорт» (впоследствии — «Россия-2»), обычно комментировал в паре с Борисом Скрипко или Сергеем Лозовским.
Сейчас проживает и работает в Москве.

## Фильмография
- «Поцелуи падших ангелов», реж. А.Аравин (2007) — телохранитель (эпизод)
- «Стерва для чемпиона», реж. С. Гинзбург (2009) — тренер (эпизод).